# Csombárd
Csombárd es un pueblo ubicado en el distrito de Kaposvár, en el condado de Somogy, Hungría.

## Superficie
Posee una superficie de 8,990 kilómetros cuadrados.

## Demografía
Hasta 2019 la población era de 231 habitantes, con una densidad de población de 25,70 habitantes por kilómetro cuadrado.